# Mistrzostwa Polski w Tenisie Stołowym 2022
Mistrzostwa Polski w Tenisie Stołowym 2022 – 90. edycja mistrzostw, która odbyła się w Częstochowie w dniach 25-27 marca 2022 roku.

## Medaliści
| Konkurencja             | Złoto                                                                     | Srebro                                                                         | Brąz |
| Gra pojedyncza mężczyzn | Jakub Dyjas (Dekorglass Działdowo)                                        | Marek Badowski (Bogoria Grodzisk Mazowiecki)                                   | Tomasz Lewandowski (Bogoria Grodzisk Mazowiecki) Miłosz Redzimski (Bogoria Grodzisk Mazowiecki)                                                                 |
| Gra pojedyncza kobiet   | Katarzyna Węgrzyn (KU AZS UE Wrocław)                                     | Natalia Bajor (KU AZS UE Wrocław)                                              | Magdalena Sikorska (AZS PWSIP Łomża) Anna Węgrzyn (KU AZS Wrocław)                                                                                              |
| Gra podwójna mężczyzn   | Konrad Kulpa (Energa KTS Toruń) Tomasz Kotowski (Energa KTS Toruń)        | Robert Floras (Polonia Bytom) Daniel Bąk (Orlicz 1924 Suchedniów)              | Maciej Kubik (Dekorglass Działdowo) Kamil Kurowski (Dekorglass Działdowo) Miłosz Redzimski (Bogoria Grodzisk Mazowiecki) Przemysław Walaszek (Energa KTS Toruń) |
| Gra podwójna kobiet     | Anna Węgrzyn (KU AZS UE Wrocław) Katarzyna Węgrzyn (KU AZS UE Wrocław)    | Paulina Krzysiek (Start Nadarzyn) Katarzyna Ślifirczyk (Start Nadarzyn)        | Aleksandra Michalak (KTS Tarnobrzeg) Anna Kubiak (ZKS Zielona Góra) Natalia Bogdanowicz (Warmia Lidzbark Warmiński) Julia Szymczak (KU AZS UE Wrocław)          |
| Gra mieszana            | Maciej Kubik (Dekorglass Działdowo) Katarzyna Węgrzyn (KU AZS UE Wrocław) | Marek Badowski (Bogoria Grodzisk Mazowiecki) Natalia Bajor (KU AZS UE Wrocław) | Szymon Kolasa (Politechnika Rzeszów) Zuzanna Wielgos (Politechnika Rzeszów) Robert Floras (Polonia Bytom) Anna Węgrzyn (KU AZS UE Wrocław)                      |